# Košarkarsko društvo Hopsi Polzela
Košarkarsko društvo Hopsi Polzela (okrajšano KD Hopsi Polzela) je slovenski košarkarski klub s Polzele. Svoje tekme igra v Športni dvorani na Polzeli s kapaciteto 2500 gledalcev. Trenutno klub igra v 1. A slovenski košarkarski ligi.